# Јетинген
Јетинген (њем. Jettingen) општина је у њемачкој савезној држави Баден-Виртемберг. Једно је од 25 општинских средишта округа Беблинген. Према процјени из 2010. у општини је живјело 7.629 становника. Посједује регионалну шифру (AGS) 8115053.

## Географски и демографски подаци
Јетинген се налази у савезној држави Баден-Виртемберг у округу Беблинген. Општина се налази на надморској висини од 559–585 метара. Површина општине износи 21,1 km². У самом мјесту је, према процјени из 2010. године, живјело 7.629 становника. Просјечна густина становништва износи 361 становника/km².